# Killingeholm
Killingeholm är en halvö med en samfällighet var bebyggelse klassas som en småort. Killingeholm ligger mellan Mönsterås tätort och Oknö i Mönsterås socken i Mönsterås kommun. 
Samfälligheten bildades 1979. Området exploaterades som ett fritidsboende med begränsningar i byggrätten till max 85 m². Idag har området bytt karaktär till ett permanent boende och byggytan får nu vara 140 m². Det finns 56 tomter som alla är bebyggda varav cirka 30 st är åretruntboende. Dessa åretruntboenden gör att SCB klassar Killingeholm som en småort.